# アブドゥグル・チョトバエフ
アブドゥグル・チョトバエフ（キルギス語：Абдыгул Чотбаев、1957年12月2日 - ）は、キルギス共和国の軍人。元キルギス国家親衛隊司令官。大将。

## 経歴
チュイ州ケミンスキー地区テルト・キュル（タルスー）村出身。
1979年、I.コーネフ名称アルマ・アタ高等諸兵科指揮学校を卒業し、小隊長、中隊長を歴任。1979年～1980年、小隊長、中隊長として、アフガニスタンに派遣。1980年～1992年、大隊長、連隊参謀長、副連隊長、連隊長を歴任。1989年、M.V.フルンゼ名称軍事アカデミー指揮学部を卒業。
1992年～2005年、キルギス国家親衛隊司令官。1994年、1999年、2003年、ビシュケク市ケネシュ（市議会）代議員に選出。1996年、法学専攻でキルギス国立大学の要員再訓練・特技向上研究所の聴講生。1999年8月24日～10月のいわゆる「第1次バトケン戦争」時、統合軍集団司令官となる。
2000年、アフガニスタン戦争・局地紛争ベテラン党からジョゴルク・ケネシュ (キルギス議会) 代議員に選出されたが、就任しなかった。
2005年8月24日、6月17日のビシュケク市の大規模騒擾と関連して国家親衛隊司令官職を解任。
2006年9月、CIS政府元首会議附属インターナショナリスト戦士委員会副議長。2010年2月、アフガニスタン・軍事紛争ベテラン・キルギス社会運動「戦友」会長、ビシュケク市長顧問。

## パーソナル
妻スヴェトラーナは予備役上級准尉。2男2女を有する。息子のルスランはトルコの士官学校を卒業。
赤星勲章、「ダナケル」勲章、「友好」勲章、ソ連最高会議幹部会賞状、ソ連のメダル6個、アフガニスタンの「勤務における優秀さに対する」メダル、「感謝するアフガン人民からの」メダル、「キルギスタン内務省70周年」メダル、「マナス-1000」メダル、名前入り武器を授与された。その外、ロシアの「祖国の盾」社会勲章を受章。
ロシア大統領附属対外・国防政策会議、ユーラシア・テレビ・アカデミー、国家テレビ放送協会、全露社会組織「ジェロヴァヤ・ロシア」の設立者の1人。
シャブダン・バティル、シャルル・ド・ゴール、アスカル・アカエフを政治的理想とする。無神論者。
趣味は、サッカー、バスケットボール、射撃、釣り、狩り。